# 1988 en basket-ball
Chronologie du basket-ball
1987 en basket-ball - 1988 en basket-ball - 1989 en basket-ball
Les faits marquants de l'année 1988 en basket-ball.

## Récompenses des joueurs enNBA

### Meilleur joueur de la saison régulière  (MVP)
| - Michael Jordan, Chicago Bulls |

### Meilleur joueur de la finale NBA
| - James Worthy, Los Angeles Lakers |

### Concours de Dunk: (Slam Dunk Contest)
| - Michael Jordan, Chicago Bulls |

### Concours de 3 points: (Three-point Shootout)
| - Larry Bird, Boston Celtics |

## Naissances
- 24 février : Rodrigue Beaubois
- 16 septembre : Daniel Clark